# Úrvalsdeild Karla 1924
La Úrvalsdeild Karla 1924 fue la 13.ª edición del campeonato de fútbol islandés. El campeón fue el Víkingur, que ganó su segundo título.

## Tabla de posiciones
| # | Equipo          | PJ | PG | PE | PP | GF | GC | DG | Pts |
| - | --------------- | -- | -- | -- | -- | -- | -- | -- | --- |
| 1 | Víkingur        | 3  | 3  | 0  | 0  | 10 | 2  | +8 | 6   |
| 2 | Valur Reykjavik | 3  | 2  | 0  | 1  | 10 | 7  | +3 | 4   |
| 3 | KR Reykjavik    | 3  | 0  | 1  | 2  | 2  | 4  | -2 | 1   |
| 4 | Fram Reykjavik  | 3  | 0  | 1  | 2  | 3  | 12 | -9 | 1   |

PJ = Partidos jugados; PG = Partidos ganados; PE = Partidos empatados; PP = Partidos perdidos; GF = Goles a favor; GC = Goles en contra; DG = Diferencia de gol; Pts = Puntos